# Mérymès
Mérymès a occupé la charge de vice-roi de Nubie sous Amenhotep III (XVIIIe dynastie). Une brique magique conservée au Musée du Louvre a été trouvée dans sa tombe (TT383) à Gournet Mourraï.